# 德国经济学中央图书馆

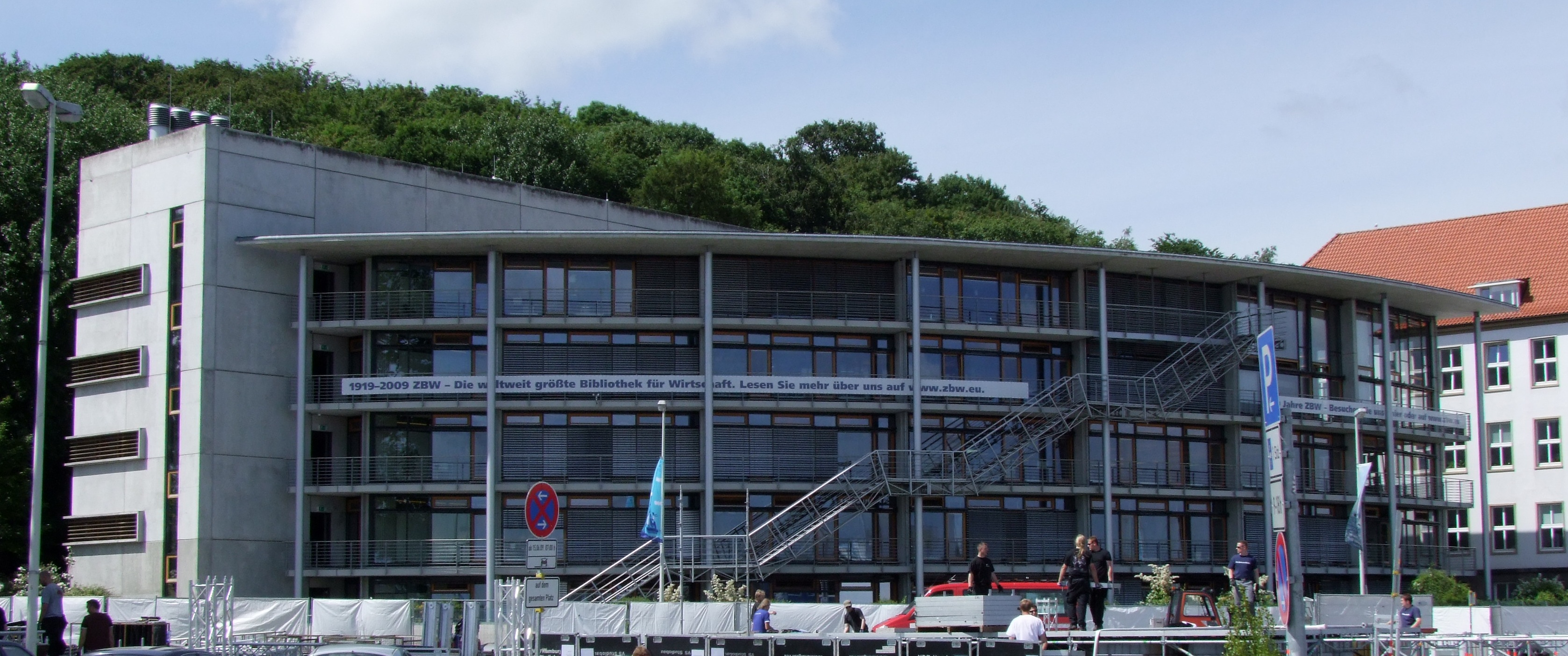
基尔的德国经济学中央图书馆

德国经济学中央图书馆（德語：Deutsche Zentralbibliothek für Wirtschaftswissenschaften，縮寫為ZBW）位于德国基尔，是世界上最大的经济学专门图书馆。该图书馆是莱布尼茨学会的一部分。
德国经济学中央图书馆藏书416万册（包括其他出版物），图书馆的信息检索库ECONIS包含超过480万条信息。德国经济学中央图书馆是世界贸易组织指定的存书图书馆，總部位在基尔，並在汉堡設有辦公室。德国经济学中央图书馆每年的预算为1620万欧元。

## 历史
德国经济学中央图书馆最初作为基尔世界经济研究院的一部分建于1919年2月，基尔世界经济研究院当时是称作“皇家海事运输和世界经济研究院”（Königliches Instituts für Seeverkehr und Weltwirtschaft）。1966年德国经济学中央图书馆成为当时德意志联邦共和国的中央经济学图书馆，这是由德国科学基金会（Deutsche Forschungsgemeinschaft）做出的决定。